# Рокворст
Рокворст (нід. вимова: [ˈroːkʋɔrst] ( прослухати); копчена ковбаса) або Гелдерсе рокворст — це різновид голландської ковбаси, у якій мелене м'ясо змішується зі спеціями та сіллю та набивається в оболонку. Маючи форму болонської ковбаси, вона поширена в Нідерландах, а також експортується до Великої Британії. Основою гельдерського рокворсту є метворст, або нежирна свинина. Традиційно рокворст готують зі свинини, начиненої в тонкі свинячі кишки та копченої над тліючою дубовою та буковою стружкою. Цей традиційний рокворст зазвичай продається в м'ясних магазинах.
Припускають, що рокворст із провінції Гелдерланд почав хвилюватись у Нідерландах у вісімнадцятому столітті. Кулінарна книга De Volmaakte Gelderse Keuken-Meid (1756) містить докладні вказівки щодо того, як використовувати дубові або букові дрова для копчення ковбаси в димоході або коптильні. Гелдерланд, єдина провінція, яка мала достатній доступ до такої деревини, ставши найбільш відомою завдяки своїй копченій ковбасі. Близько 1900 року майже кожен селянин коптив власний забій у димарі. У провінції також було багато свиноферм.
Спочатку рокворст робили в листопаді, тому що це був місяць забою. До речі, листопад також був місяцем збору врожаю капусти. Тому рокворст часто їли разом із капустою. І ця страва залишається дуже популярною донині, оскільки є традиційним інгредієнтом у стамппоті. Нині хх також їдять як закуску з гірчицею. Щороку на конкурсі, який проходить там, у місті Арнем у Гелдерланді, обирають найкращу рокворст у Нідерландах.
Більшість рокворсту, що продається в супермаркетах (і мережі Hema), масово виробляється на заводах і не коптиться, але додають ароматичні речовини диму, щоб надати характерного смаку. Глюконо дельта-лактон додається для зниження рН і збільшення терміну придатності, а кишку замінюють бичачим колагеном. Unox є великим виробником рокворсту.
Останніми роками яловичий і курячий рокворст також доступний у більшості голландських супермаркетів.
Розрізняють два типи рокворсту:
1. Найпоширенішою формою рокворсту є варена ковбаса, яка продається у вакуумній упаковці. Оскільки ця ковбаса залишає фабрику готовою, вона зберігається упродовж кількох тижнів і її потрібно лише повторно розігріти.[6]
2. Сира рокворст — також відома як кустарна, старомодна або м'ясна — містить сире м'ясо, і її потрібно готувати належним чином. Часто для оболонки цього виду рокворсту все ще використовується натуральна кишка замість бичачого колагену. Оскільки м'ясо сире, цей тип м'яса потрібно приготувати, перш ніж його можна безпечно вживати. Поширеним методом є томління рокворсту.[7]

Рецепт із голландської кулінарної книги 1940 року вказує пропорції м'ясного фаршу: 4 частини свинини, 3 частини телятини та 3 частини бекону. Суміш солять і додають селітру, цукор і мускатний горіх перед тим, як м'ясо буде заправлене в свинячі кишки. Ковбаси сушать на повітрі за температури від 12 до 15 градусів, а потім коптять за температури від 18 до 20 градусів
Рокворст надзвичайно популярний у Нідерландах. Щороку — особливо взимку та в цю пору — голландці з'їдають близько 50–60 мільйонів копчених ковбас. У Hema щорічно продається до 10 мільйонів.